# Рос (језеро)
Језеро Рос (пољ. Jezioro Roś, немачки - Roschsee) је језеро у Пољској. Налази се а Мазурском појезерју у Варминско-Мазуријском војводству на југоистоку од језера Сњардви. Површина језера је 1866 ha, а максимална дубина долази до 31,8 m. Језеро је глацијално. У њега се уливају реке Вилкус, Свјецек и Кнопка а истиче Писа. Највећи град на језеру је Пиш. Језеро Рос је повезано са језерима: Сњардви, Коћол, Глебовко. На обалама се простиру мочварне ливаде, а у југоисточном и централном делу шуме. Делови обале су зарасли у трску и ту се гнезде бројне врсте водених птица.